# Ventura Ruiz Aguilera
Ventura Ruiz Aguilera (Salamanca, 2 de novembro de 1820 – Madri, 1 de julho de 1881) foi um poeta espanhol.

## Biografia
Ruiz Aguilera nasceu em 1820, em Salamanca, onde graduou-se em Medicina. Mudou para Madrid em 1844, ocupou-se do jornalismo e ganhou considerável popularidade com uma coleção de poemas intitulada Ecos Nacionales (1849). Sua Elegías y armonías (1863) teve também grande aceitação, mas suas Sátiras (1874) e Estaciones del año (1879) demostraram que suas inspirações estavam decaindo. Escreveu sob a influência evidente de Alphonse de Lamartine, pregando o evangelho do liberalismo e do cristianismo nos versos que, embora deficientes no vigor, deixam a impressão de uma devoção sincera e uma personalidade encantadora. Tornou-se diretor do Museu Arqueológico Nacional de Madrid, onde morreu em 1 de julho de 1881.

## Obra
- El grito de la conciencia[1]
- Del agua mansa nos libre Dios, 1847
- Bernardo de Saldaña, 1848[2]
- Un conspirador de a folio, 1848[3]
- Camino de Portugal, 1849[4]
- La limosna y el perdón, 1853
- El beso de Judas, 1860
- Obras poéticas. Elegías, 1862[5]
- Proverbios ejemplares, 1864[6]
- Armonías y cantares, 1865[7]
- El mundo al revés, 1865, 2 v.[8]
- Inspiraciones: poesías selectas, 1865[9]
- La arcadia moderna, 1867[10]
- Cuentos del día, 1868[11]
- Balada de Cataluña, 1868[12]
- El libro de la patria, 1869[13]
- La leyenda de Noche-Buena, 1872[14]
- Las estaciones del año, 1879[15]